# قناة صدرية

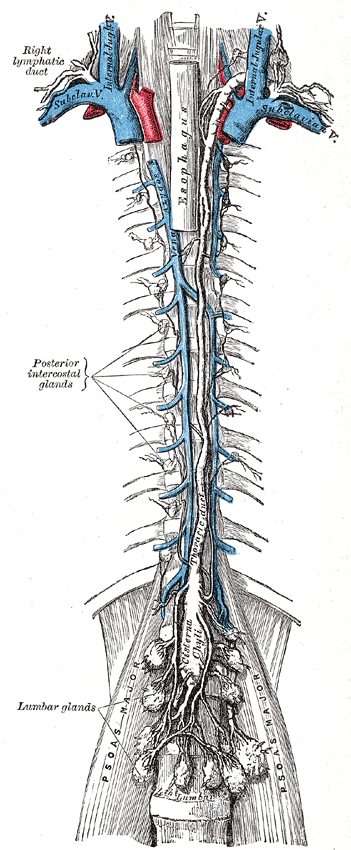
القناة الصدرية والقناة اللمفية اليمنى (القناة الصدرية ممثلة بخط أبيض رفيع عمودي في وسط الصورة)

القناة الصدرية (بالإنجليزية: Thoracic duct)‏ (تعرف أيضا بالقناة اللمفية اليسرى) هي أكبر قناة لمفية في الجسم.
تعمل القناة الصدرية على تجميع اللمف من جميع أنحاء الجسم (ماعدا الذراع الأيمن، الجهة اليمنى من الصدر، الرأس والرقبة، والفص السفلي الأيسر من الرئة حيث يتم تجميع اللمف منهم عن طريق القناة اللمفية اليمنى).
تقوم القناة الصدرية بتصريف اللمف إلى الدورة الدموية عند الوريد العضدي الرأسي الأيسر (عند التقاء الوريد تحت الترقوة الأيسر والوريد الوداجي الداخلي الأيسر، عند الزاوية الوريدية اليسرى)

## الموقع
يبلغ طول القناة الصدرية في الإنسان البالغ من 38-45 سم ومتوسط قطرها حوالي 5 مم. تبدأ القناة الصدرية من مستوى الفقرة القطنية الثانية حتى جذع الرقبة.
تنشأ في البطن من صهريج الكيلوس.

## آلية نقل اللمف
تعمل القناة الصدرية على نقل 4 لتر يوميا من اللمف. ينتقل اللمف في القناة الصدرية بصورة رئيسية تحت تأثير التنفس والعضلات الملساء في جدار القناة، بالإضافة للصمامات الداخلية التي تعمل على توجيه اللمف في اتجاه واحد لأعلى ولا تسمح برجوعه مرة أخرى للاسفل.
يوجد صمامين عند التقاء القناة الصدرية بالوريد تحت الترقوة الأيسر لتمنع تدفق الدم الوريدي إلى القناة.

## الأهمية الطبية
إذا حدث انسداد للقناة الصدرية، فسوف يتجمع اللمف سريعا بكميات كبيرة في التجويف البلوري.

## معرض صور

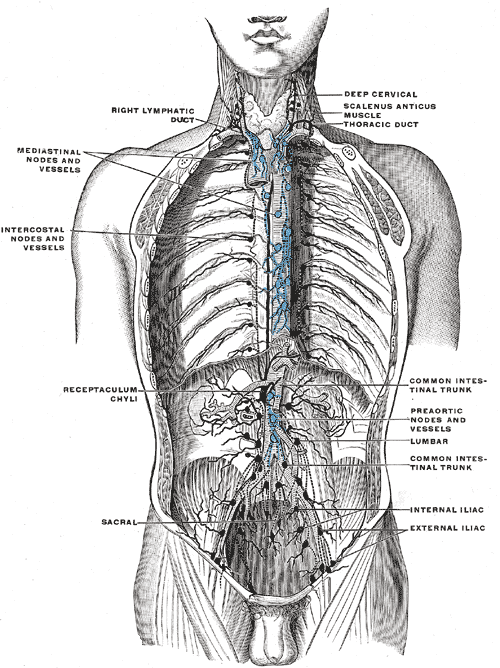
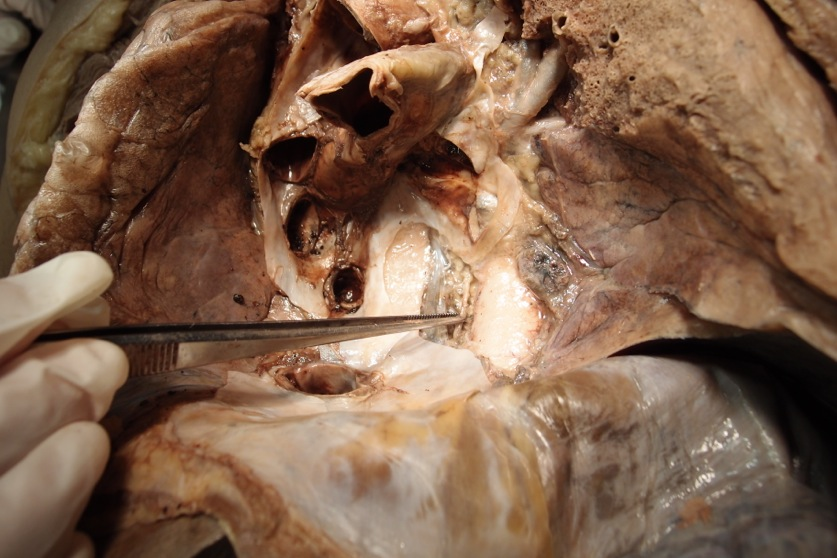
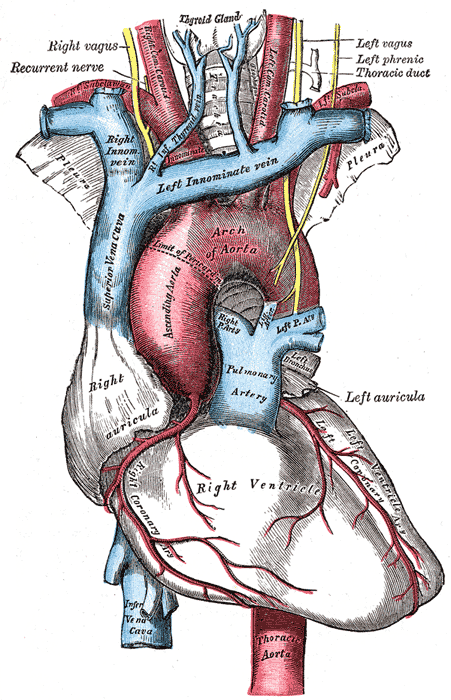
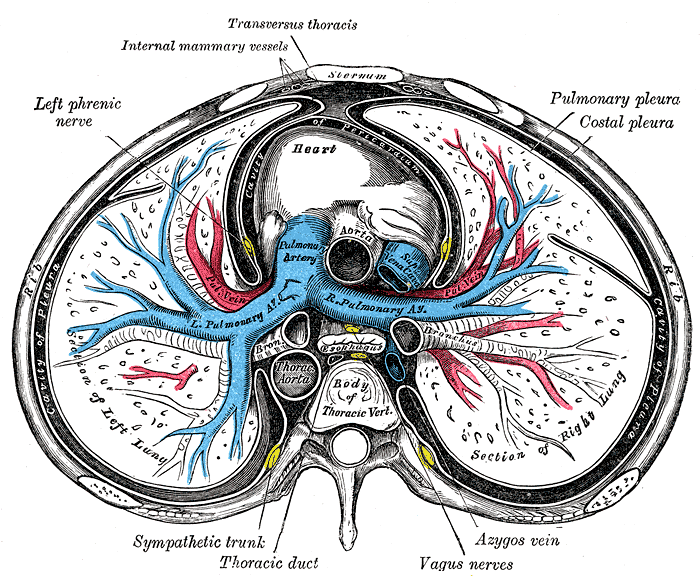
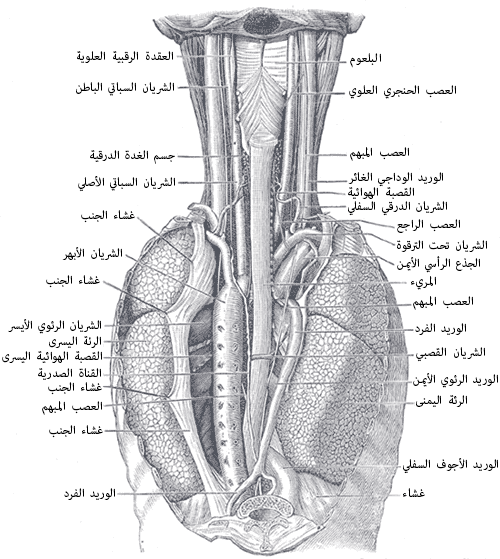